# Saint-Lumier-la-Populeuse
Saint-Lumier-la-Populeuse è un comune francese di 41 abitanti situato nel dipartimento della Marna nella regione del Grand Est.

## Storia

### Simboli
Lo stemma comunale è stato adottato nell'aprile del 2022. Il rincontro di toro è ripreso dal blasone della famiglia De Tournebulle (d'argento, a tre rincontri di bue di nero); il riccio del pastore è un attribuito di san Lumier, che dà il nome al paese e che fu vescovo di Châlons; la foresta di pioppi (in francese peupliers) ricorda la presenza di questi alberi nel territorio del comune.

## Società

### Evoluzione demografica
Abitanti censiti